# El jardín amurallado de la verdad

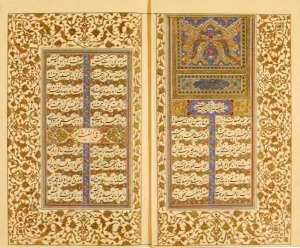
Manuscrito persa de 1894 de la obra El jardín amurallado de la verdad, Hadiqat al Haqiqa, de Hakim Sanai.

Hadiqat al Haqiqa o Hadiqatul Haqiqah (en persa حدیقة الحقیقه و شریعة الطریقه), «El jardín de la verdad» o Hadiqat al Haqiqa va shariat at tariqa (también transcrito como Hadīqat al-Haqīqah wa sharīhat at-tariqah), «El jardín de la verdad y la ley del camino o sendero espiritual», más conocido como El jardín amurallado de la verdad, es la obra más conocida del poeta y místico persa Abul-Majd Majdud ibn Adam Sanai de Gazni (Gaznaví), Hakim Sanai (ca.1070-ca. 1135/1150 d. C.).
El Hadiqat al-Haqiqa no es sólo uno de los primeros masnavis de carácter didáctico en este prolijo género de la literatura persa, sino también una de las obras más populares en esta modalidad poética, como atestiguan el gran número de copias que desde su aparición, se han realizado en el transcurso de los siglos.

## La obra
«El jardín amurallado de la verdad» es un masnavi o mathnawi, género poético característico de la literatura persa que se basa en estrofas de dos versos o  pareados, en número indeterminado y con el esquema de la rima aa/bb/cc, etc. El Hadiqat al-Haqiqa se compone, en sus versiones más extensas, de 10.000 versos en 10 libros o secciones, con aproximadamente 11.500 líneas; cada línea consiste en dos hemistiquios, cada uno de ellos con diez u once sílabas,  lo que vendría a suponer aproximadamente unas 23.000 líneas de versos  decasílabos en español. 
Realizado por Sanaí después de un largo periplo de búsqueda y perfeccionamiento espiritual y tras su regreso de una peregrinación a la Meca y Medina,«el jardín amurallado de la verdad», está dedicada a su patrocinador el sultán gaznaví Bahrâm shâh (periodo 1117- 1157 aprox. d. C.) y fue muy pronto conocido en el ámbito literario persa, islámico y místico.
El manuscrito más antiguo que se conoce del Hadiqat al Haqiqa fue copiado en Konya en 1157 (d. C.). Contiene una versión corta de la obra con el título Fakri nama (llamado así en referencia a Fakr-al-Dawla, uno de los títulos honoríficos del sultán Bahrâm shâh) y se conserva en la Biblioteca de Manuscritos Süleymaniye de Estambul. Otra antigua copia datada en 1192 (d. C.) y conservada en una colección privada, tiene el título Ilahi Nama, Libro divino o Libro de Dios, que es con el que Rumi se refiere al masnavi de Sanai.
En el transcurso del tiempo, tal vez porque desde muy pronto se difundieron manuscritos con variaciones entre ellos y que a su vez, en su respectiva difusión fueron sufriendo cambios, se editaron diferentes copias en cuanto a su extensión y orden de los contenidos.
Con el paso de los siglos fue conformando su presentación, siendo el  filólogo de la India mogola Abd al Latif b. Abd Allah Abbasi quien en el s. XVII (1634 d. C.), elaboró un nuevo texto revisado en un intento de armonizar las diferencias que encontró en los manuscritos anteriores.
No fue hasta 1910, que John Stephenson lo tradujo al inglés como The first book of the Hadiqatu'l-Haqiqat or the enclosed garden of the truth of the Hakim Abu'l-Majd Majdud Sana'i of Ghazna, es decir «El primer libro del Hadiqatu' l-Haqiqat  o el jardín cerrado de la verdad de Hakim Abû' l-Majd Majdûd Sanâ'î de Ghazna» que, como su título indica, se corresponde con el primero de los diez libros o capítulos del «Hadiqat al Haqiqa va shariat at tariqa», una sexta parte del total de la obra. Para ello,  J. Stephenson revisó y cotejó los diversos manuscritos y litografías a los que puedo tener acceso (de los siglos XV, XVII y XIX), realizando un esfuerzo para dar coherencia narrativa e integridad al texto.
De esta primera traducción derivó la publicación en inglés en 1974, por D. L. Pendlebury, de una versión abreviada del Hadiqat al Haqiqa, con el título «The Walled Garden of Truth», que es traducida al español como «El jardín amurallado de la verdad».

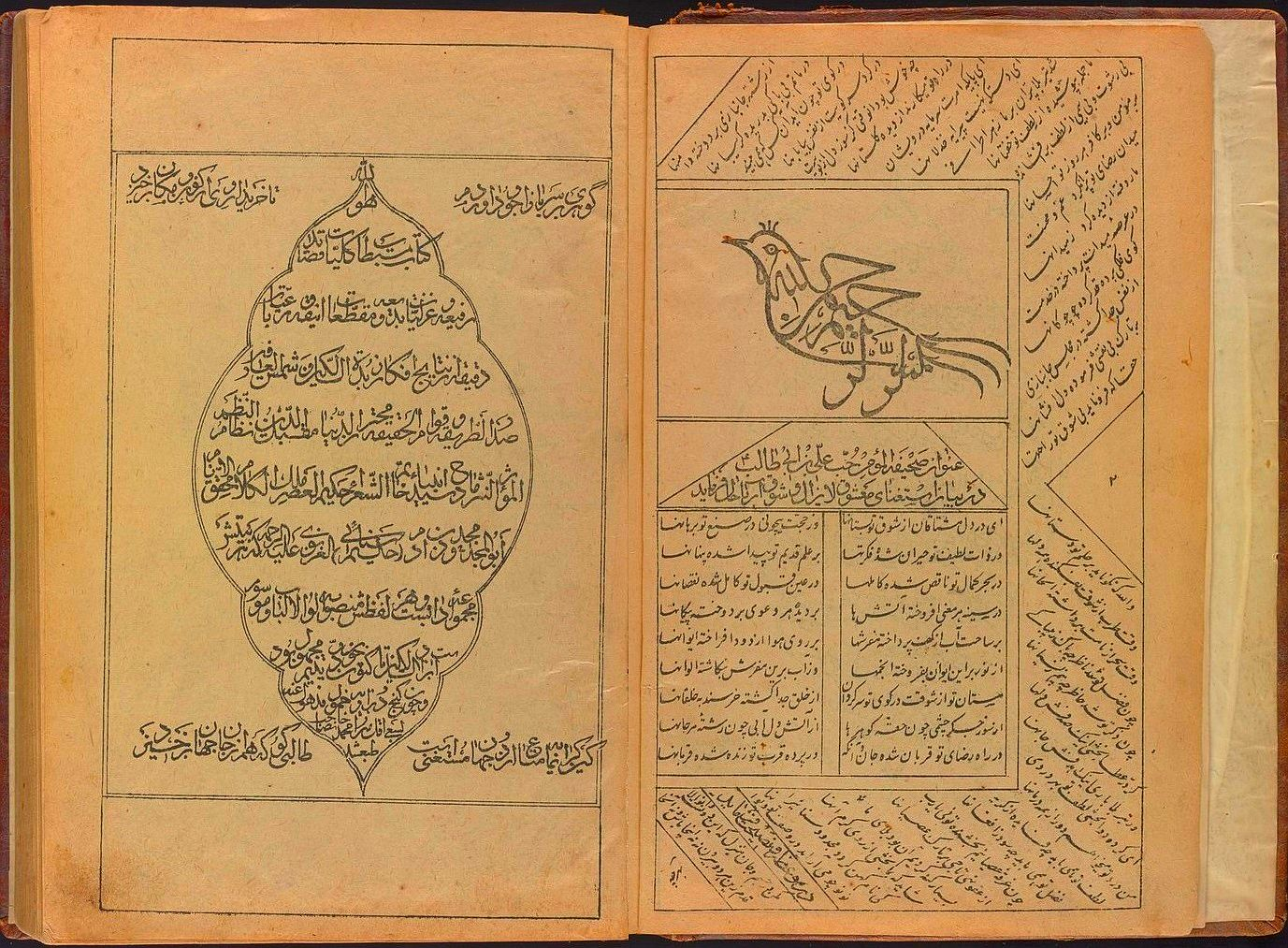
· Edición litográfica de Kitāb-i mustaṭāb-i Kullīyāt-I, Recopilación de Obras, de Hakin Sanai, 1910. De entre todas ellas, "Hadiqat al Haqica", El jardín Amurallado de la verdad, es la obra más reconocida del poeta y místico de Gazni.

En 1928, Eric Hermelin tradujo también una versión abreviada al sueco del Hadiqat al Haqiqa como «Hadīqat,(Sanningens inhägnade Örtagård)» y en 1950, se publica en Teherán una versión completa del libro por Mohammad-Taqi Modarres Razavi.
Acorde a J. Stephenson, los temas de los 10 libros o capítulos que, en sus versiones más extensas, constituyen «El jardín amurallado de la verdad» son: «el primer libro», en alabanza de Dios y sobre todo, de su unidad; «el segundo», en alabanza al Profeta Muhammad; «el tercero», sobre la comprensión; «el cuarto», sobre el conocimiento; «el quinto», del amor, el amante, y el amado; «el sexto», sobre la negligencia o desatención; «el séptimo», sobre los amigos y los enemigos, «el octavo», sobre la revolución de los cielos; «el noveno», en alabanza del emperador Shâh-e Ŷahân; «el décimo», sobre el conjunto de toda la obra. Sin embargo hay que aclarar que según sea la fecha de edición del manuscrito, se presentan variaciones en el orden real con que se presentan.
En lo que se refiere al «primer libro» del Hadiqat al Haqiqa destacar que, aunque aborda muy diversas temáticas, en su mayor parte trata de la vida y experiencias del buscador sufí, con frecuentes prescripciones en cuanto a la  renuncia al propio yo (Fanâ) y al mundo; la humildad, la insignificancia del hombre y la omnipotencia de Dios, la necesidad del recuerdo continuo de la Divinidad, y no vivir nunca alejado de Ella; todas ellas son el hilo conductor que engarza a este capítulo del didáctico masnavi.
Algunos de su versos:

Si conoces tu propio valor,

¿Qué necesitas preocuparte sobre la aceptación

o rechazo de otros?

La ruta que debes recorrer tú mismo

se encuentra en pulir el espejo de tu corazón.

Mientras sigas adherido a tu ego,

vagarás a derechas e izquierdas,

día y noche, por mil años;

y, cuando tras todo ese esfuerzo,

finalmente abras tus ojos,

verás a tu ego, a través de los defectos inherentes,

vagando alrededor de sí mismo

como un buey en la noria;

pero, si liberado de tu ego, finalmente te pones a trabajar,

esta puerta se te abrirá en dos minutos.

Magulla tu ego por meses y años sin fin;

déjalo como muerto y cuando hayas acabado con él,

habrás alcanzado la vida eterna.

Cuando en el sendero hayas   matado a tu ego

de inmediato se te mostrará el favor de Dios;

para ser admitido, ven en pobreza,

si no, estás irrevocablemente divorciado.
 Extractos del Hadiqat al Haqiqa de Hakim Sanaí.

El lenguaje mordaz e incisivo con que Sanaí se dirige al lector en diversas partes de su Hadiqat al Haqiqa “no es malintencionado ni gratuito”, pues su fin no es otro que el de remover la conciencia del lector para sacarla del «sueño del olvido» (ghaflat) y la cómoda autocomplacencia. Por ello es que «el sabio de  Gazni» ha sido considerado, más allá de su mera condición de poeta sufí, como un poeta parenético u homilíaco, es decir instructivo, didáctico en cuanto al propósito final de sus escritos encaminados a alentar en quien los lee, la búsqueda del  sentido profundo de la vida, más allá de la vanas, por transitorias, superficialidades mundanas.

## Influencia posterior
Desde el momento de su aparición y a través del tiempo, «El jardín amurallado de la verdad», fue un modelo de referencia, de guía poética y espiritual que tuvieron muy presente los poetas místicos persas e islámicos posteriores. Así Nezamí Ganyaví reconoce que su obra, el Majzan al-Asrar («El depósito de los misterios»), está influida por el Hadiqat al Haqiqa de Sanaí.
Del mismo modo,  Attar y Rumi lo elogian y reconocen.
A pesar de la lejanía en el tiempo de la edición de los primeros manuscritos de este masnavi (siglo XII), las traducciones abreviadas que de la obra «El jardín amurallado de la verdad» se han publicado en el siglo XX, y que tienen continuidad con ediciones recientes, han permitido redescubrir esta singular composición poética y darle vigencia actual a la esencia del mensaje, espiritual y místico, con que Sanai imbuyó su «Hadiqat al Haqiqa».

## Para profundizar
- Edward G. Browne. A Literary History of Persia, Vol. II. 1908.

- J.T.P. de Bruijn, Of Piety and Poetry: The Interaction of Religion and Literature in the Life and Works of Hakim Sana'i of Ghazna. (1983)  Leiden, Netherlands: Brill, ISBN 978-9004069466.

- J.T.P. de Bruijn, Persian Sufi Poetry. An Introduction to the Mystical Use of Classical Poems, 1997, pág 35, Routledge Curzon, ISBN 0700703128.